# STANAG 4586

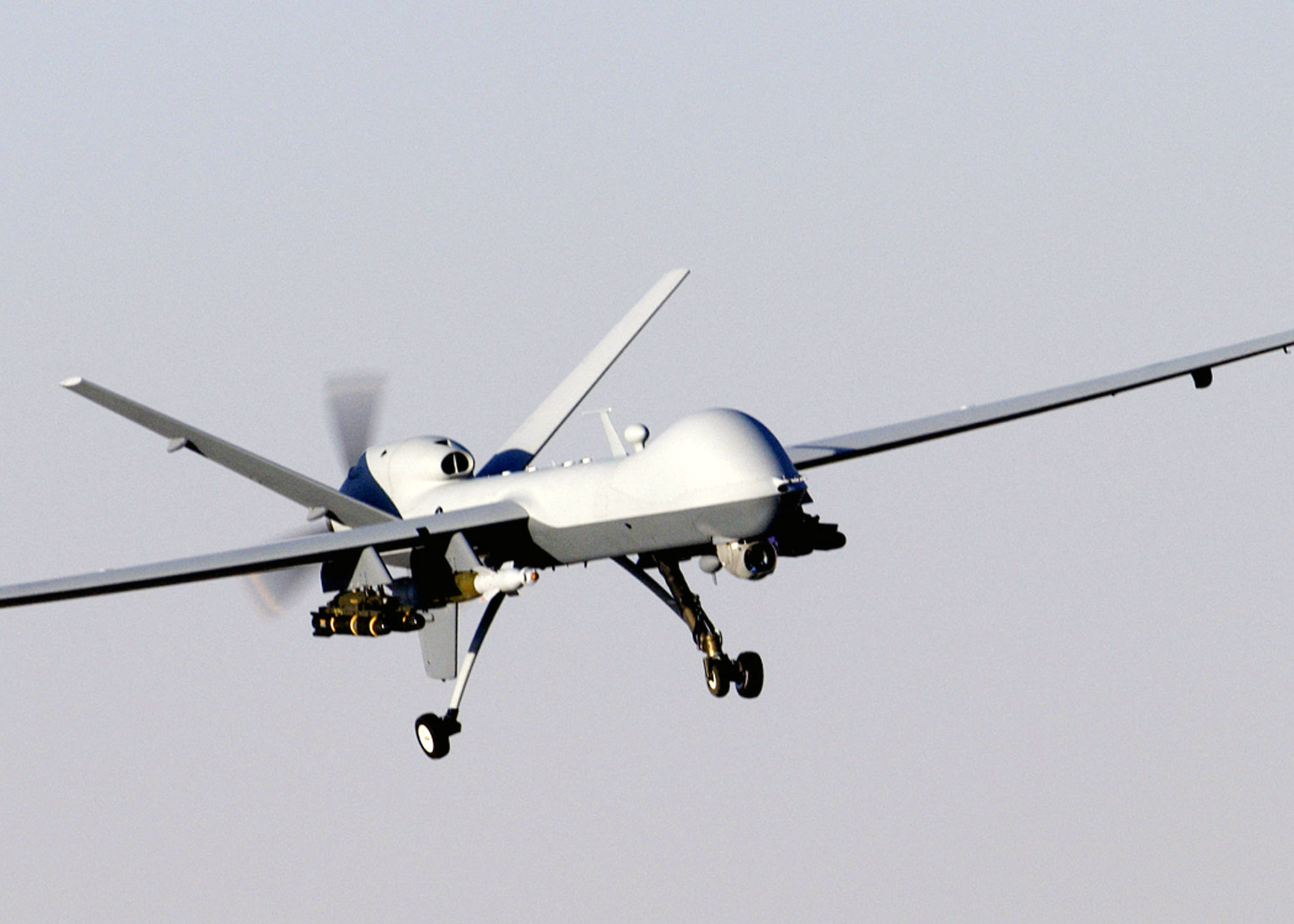
БПЛА General Atomics MQ-9 Reaper

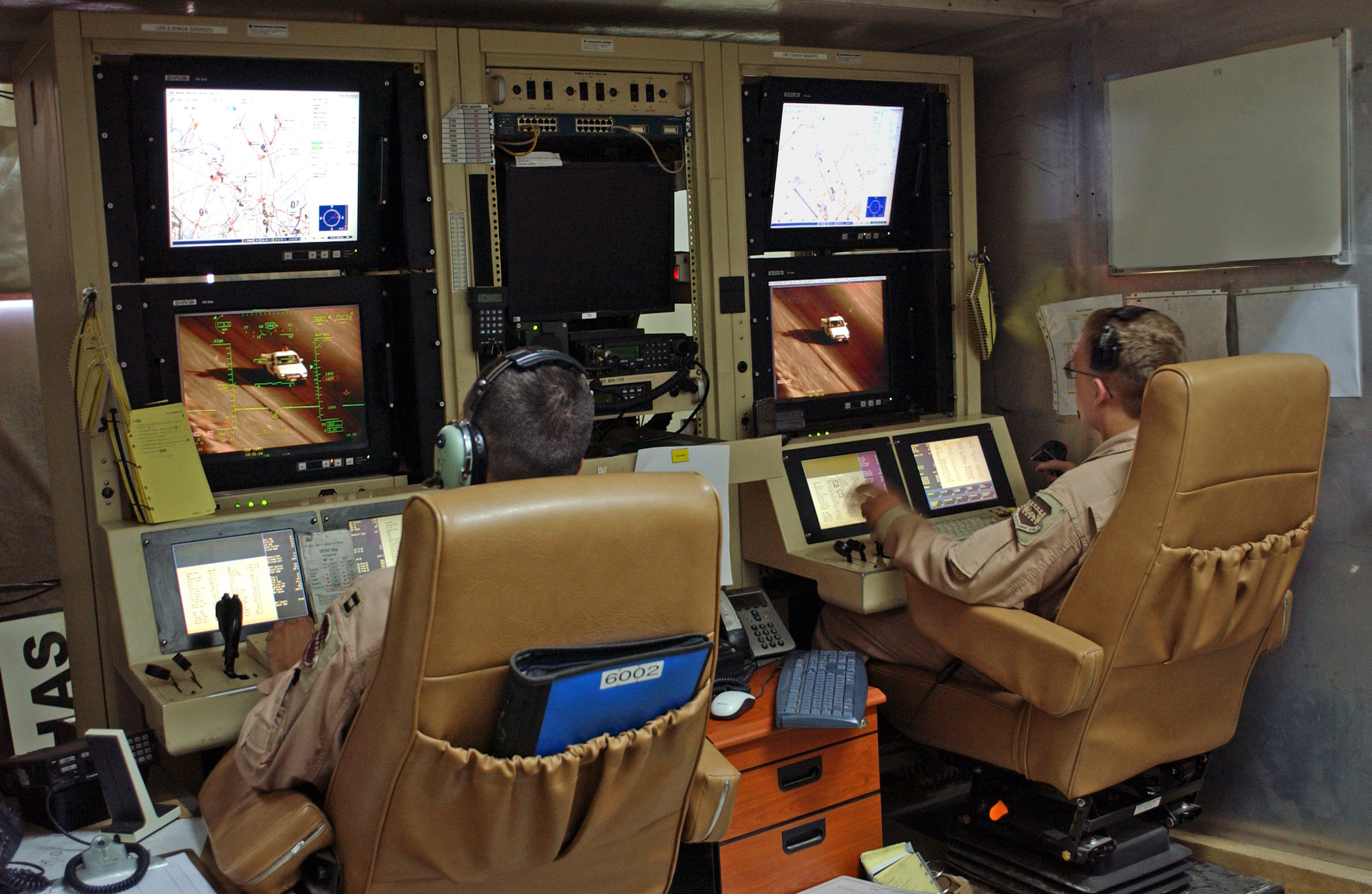
Пункт управління БПЛА General Atomics MQ-1 Predator, Ірак, 20 квітня 2005

STANAG 4586 — угода зі стандартизації НАТО (STANAG) «Стандартні інтерфейси систем керування БПЛА для сумісності БПЛА НАТО» (англ. Standard interfaces of UA control system (UCS) for NATO UA interoperability), що визначає вимоги до сумісності інтерфейсів систем керування безпілотними літальними апаратами. Угода включає вимоги до каналів передачі даних, форматів і протоколів, команд керування та людино-машинного інтерфейсу.

## Редакції стандарту
Друга редакція була ратифікована 01.10.2005 і опублікована 08.11.2007. В ній визначено класифікацію 5 рівнів сумісності БПЛА та наземного пункту управління. Крім того, для уникнення необхідності проектування унікальних пунктів управління під кожен тип БПЛА в базовій архітектурі запроваджено спеціальний модуль підтримки конкретного типу літального апарата VSM (англ. Vehicle Specific Module).
Третя редакція стандарту ратифікована 01.07.2009 і опублікована 09.11.2012. Потреба в ній була обумовлена необхідністю звуження смуги частот, що залучені для передачі даних,  а також застосування нових технологій інтерфейсів обміну даними. 
Чинною лишається четверта редакція стандарту. Текст угоди є відкритим.